# یانک (فیزیک)
یانک (به انگلیسی: Yank) در فیزیک عبارت است مشتق نیرو نسبت به زمان یا بعبارتی نرخ تغییرات نیرو نسبت به زمان. یانک با معادلات زیر توصیف می‌شود:
{\displaystyle {\begin{aligned}\mathbf {Y} &={\frac {d\mathbf {F} }{dt}}={\frac {d^{2}\mathbf {p} }{dt^{2}}}={\frac {d^{2}(m\mathbf {v} )}{dt^{2}}}\\&=m\mathbf {j} +\mathbf {2a} {\frac {{\rm {d}}m}{{\rm {d}}t}}+\mathbf {v} {\frac {{\rm {d^{2}}}m}{{\rm {d}}t^{2}}}\\\end{aligned}}\,\!}
با توجه به معادله بالا تعریف دیگر یانک عبارت است از مشتق دوم تکانه نسبت به زمان.
با ثابت در نظر گرفتن تغییرات جرم نسبت به زمان معادله یانک به صورت زیر است:
{\displaystyle \mathbf {Y} =m\mathbf {j} }
که در آن {\displaystyle \mathbf {j} } عبارت است از جرک.
همچنین تغییرات یانک نسبت به زمان با کمییت تاگ (T) (به انگلیسی: Tug) و تغییرات تاگ نسبت به زمان با کمییت اسنچ (S) (به انگلیسی: Snatch) و تغییرات اسنچ  نسبت به زمان با کمییت شیک (Sh) (به انگلیسی: Shake) تعریف می‌شود.
{\displaystyle \mathbf {T} =m\mathbf {s} }
{\displaystyle \mathbf {S} =m\mathbf {c} }
{\displaystyle \mathbf {Sh} =m\mathbf {p} }
که در فرمول‌های فوق {\displaystyle \mathbf {s} } عبارت است از جانس، {\displaystyle \mathbf {c} } عبارت است از کرکل و {\displaystyle \mathbf {p} } عبارت است از پاپ.